# إجهاد دوري
الإجهاد الدوري مصطلح يشير في الهندسة إلى توزيع داخلي للقوى؛ فهو يُعتبر (إجهادًا) يتغير بمرور الوقت بطريقةٍ متكررة، ولإدراج مثال على ذلك النوع من الإجهاد، يمكن النظر إلى واحدة من العجلات الكبيرة المُستخدمة في تدوير مِصعد هوائي مثل مِصعد تزلج، نجد أن الحبل سلكي كابل الملفوف حول العجلة يبذل قوةً نزولية على العجلة بينما يدعم عمود التدوير العجلة. فعلى الرغم من أن العمود والعجلة والكابل جميعهم يتحركون، إلا أن القوة تظل عمودية تقريبًا بالنسبة إلى الأرض، وبالتالي ستخضع نقطة على سطح عمود التدوير لقوة الشد عندما تشير ناحية الأرض وستتحمل الضَغْط عندما تشير إلى السماء. ونظرًا لأن العجلة تدور عدة مرات أثناء استخدام الآلة، تتكرر هذه الدورة من الشد والضَغْط مرارًا ومن ثَمَّ ظهر اسم الإجهاد الدوري.

## أنواع الإجهاد الدوري
يحدث الإجهاد الدوري كثيرًا في الآلية الدوَّارة حين يتم تطبيق عزم الانحناء على جزء دوَّار، ويُسمى ذلك بـإجهاد الانحناء الدوري ومن أفضل الأمثلة التي يمكن طرحها على هذا النوع من الإجهاد المِصعد الهوائي السابق ذكره، ومع ذلك يوجد أيضًا إجهادات محوريةدورية وإجهادات التواءدورية. ومن أمثلة الإجهاد المحوري الدوري حبل البنجي (انظر القفز بالحبال)، حيث تتمثل وظيفته الأساسية في دعم كتلة الأفراد عندما يقفزون من فوق بنايات مثل الجسور، فعندما يصل الشخص إلى نهاية الحبل ينثني الحبل بمرونة ويوقف نزول الشخص، وينشأ عن ذلك إجهاد محوري كبير في الحبل. بالإضافة إلى أن جزء من طاقة الوضع المرنة المختزنة في الحبل تنتقل في العادة مرةً أخرى إلى الشخص، حيث تسحبه إلى أعلى بعض أجزاء من المسافة التي وقعها أو وقعتها. ثم يقع الشخص مرةً أخرى على الحبل متسببًا في إحداث إجهادٍ فيه، ويحدث ذلك مرارًا وتكرارًا في كل قفزة. ولأن نفس الحبل يُستخدم لعدة قفزات، يؤدي ذلك إلى إحداث إجهادات دورية في الحبل من الممكن أن تؤدي في النهاية إلى فشل القفزة إذا لم يتم استبداله.
تُعد إجهادات الالتواء الدورية إجهاداتٍ تطبق بشكلٍ متكرر مُماسًا لمحور، ويمكن النظر إلى محرك قرص مضغوط كمثالٍ على ذلك، ففي كل مرة يوضع فيها قرص في محرك الأقراص يطبق المحرك عزم دوران للقرص من خلال عمود تدوير، وعند وصول القرص لسرعة الدوران المطلوبة، يلزم وجود عزم دوران قليل نسبيًا للحفاظ على هذه السرعة، ومن ثَمَّ يختلف عزم الدوران ويتنوع بمرور الوقت عندما يدوِّر المحرك القرص بسرعة وعندما يقلِّلها. وعلى عكس مثال مِصعد التزلج الوارد سابقًا حين كان عزم الدوران ثابتًا نسبيًا بينما أنشأ الحِمْل نتيجة شد الكابل عزم انحناء، لا تطبق أعمدة تدوير الأقراص المضغوطة عزم انحناء كبير أو لا تطبقه نهائيًا إلا أن لديها عزم دوران يختلف بشكلٍ كبير بمرور الوقت.

## الإجهاد الدوري وفشل المادة
عندما يتم تطبيق إجهادات دورية على مادة، حتى وإن كانت هذه الإجهادات لا تسبب تشوهًا لدنًا، ربما تفشل المادة نتيجة التعب. ويتم صياغة فشل التعب عادةً من خلال حل الإجهادات الدورية إلى مُقَوّمات متوسطة ومتناوبة، ويُقصَد بالإجهاد المتوسط، متوسط زمن الإجهاد الأساسي. في حين يختلف تعريف الإجهاد المتناوب بين المصادر المختلفة: فإما يتم تعريفه على أنه الاختلاف بين أدنى وأقصى إجهاد، أو الاختلاف بين الإجهاد المتوسط والأقصى. ويسعى المهندسون نحو تصميم آليات تتعرض أجزاؤها إلى نوعٍ واحد من الإجهاد الدوري (انحنائي أو محوري أو التوائي) لأن هذه التجارب المتطابقة بعناية أكثر تُستخدم في تمييز فشل التعب في المواد المختلفة.